# José Obregón
José María Obregón (1832-1902) fue un pintor nacido en la Ciudad de México, en 1852 ingresó a la Academia de San Carlos, su estancia en la institución duró 16 años, fue uno de los pintores más destacados de la escuela, en esta fue discípulo del catalán Pelegrín Clavé, quien influyo bastante a la hora de que Obregón marcara su estilo.

## Temática

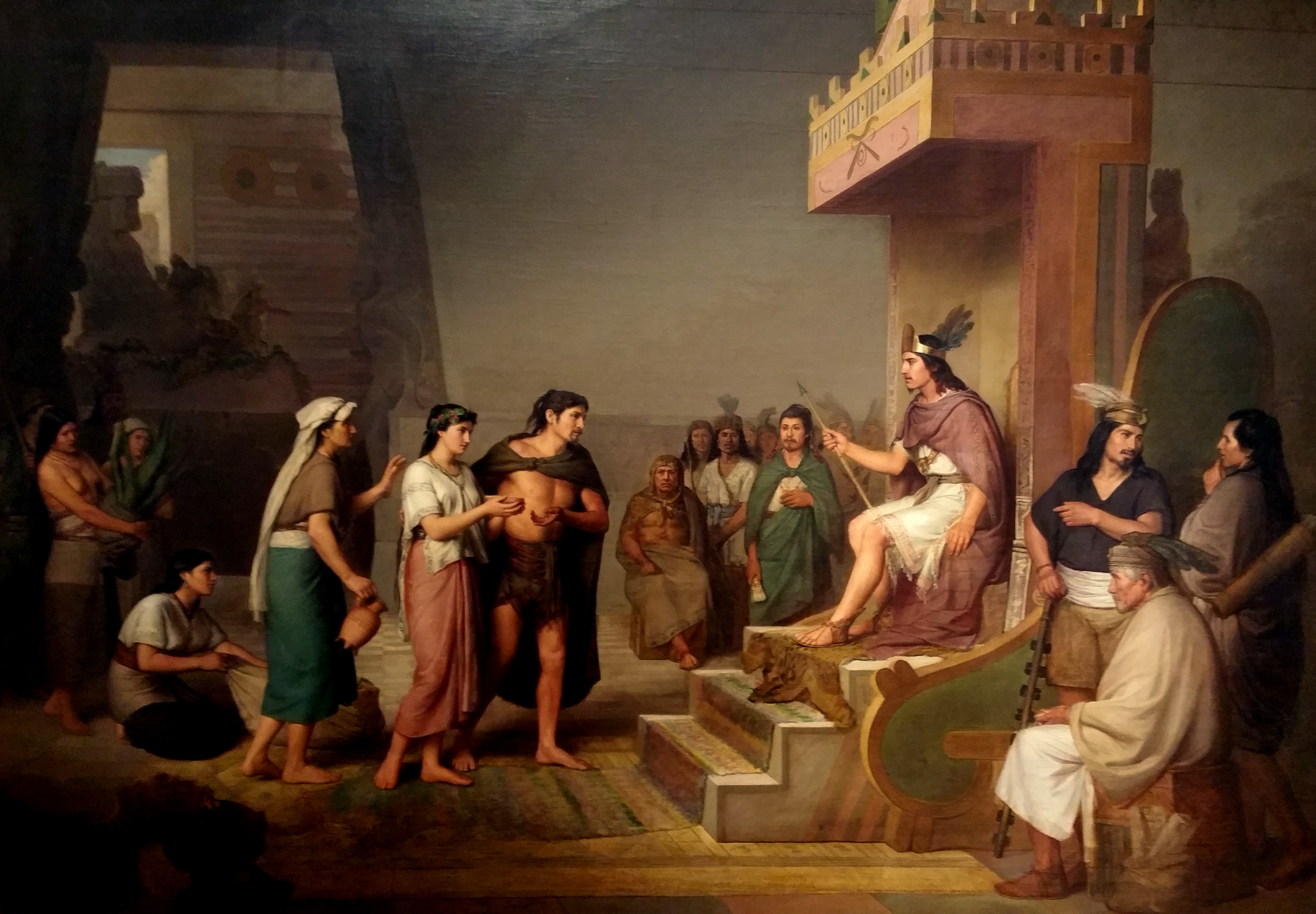
El descubrimiento del pulque, por José María Obregón

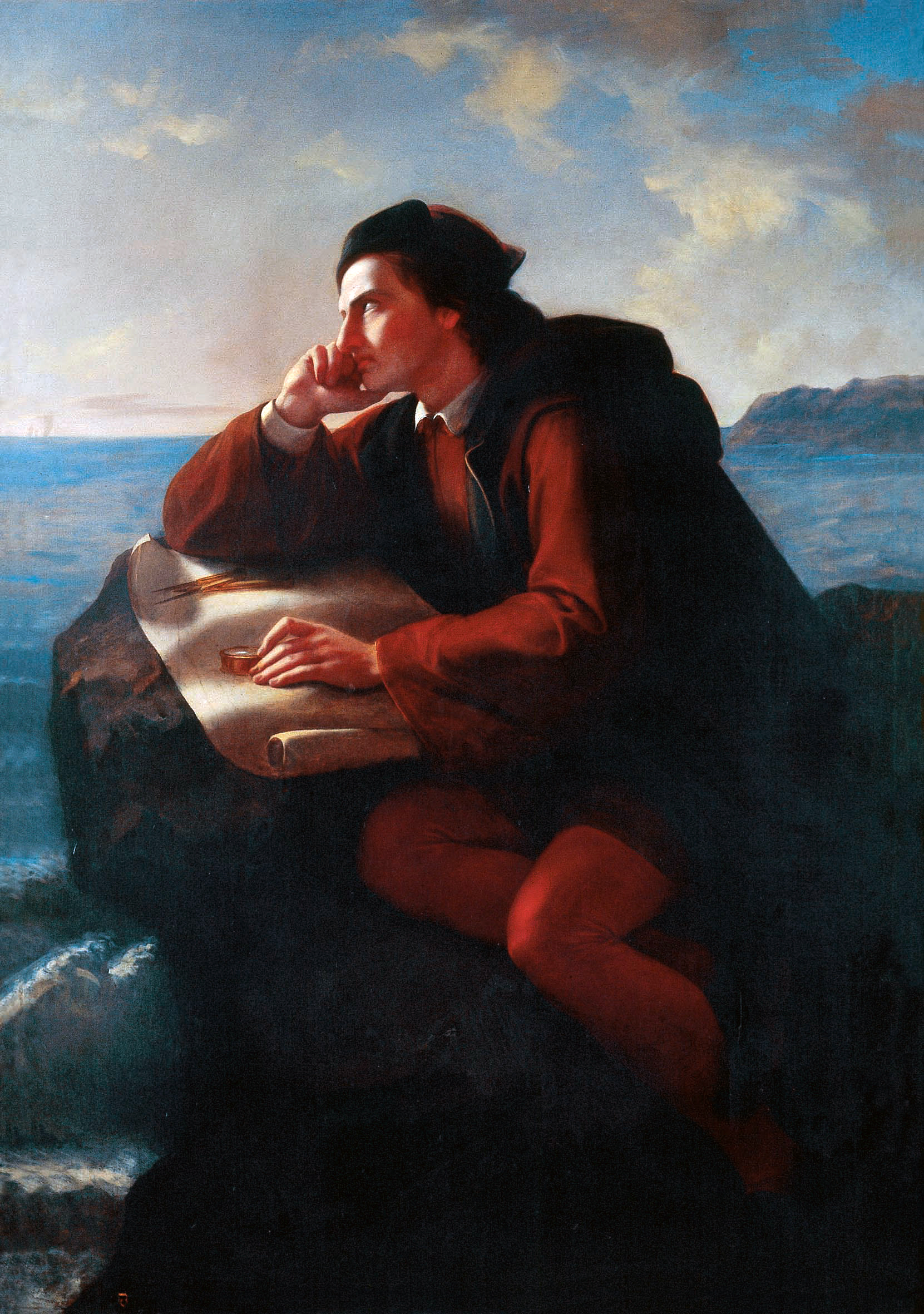
Inspiración de Cristóbal Colón (1856).

José María vincula sus pinturas a múltiples temas históricos, bíblicos, costumbres estos eran una combinación ya que siempre incluía el ideal de la belleza clásica, con una postura inclinada hacia el romanticismo, con un poco de características neoclásicas. El contexto que manejaba generalmente no era muy claro ya que carecía de precisión histórica; esta temática con el tiempo se fue transformado hasta llegar al indigenismo, con este obtuvo la mayor fama, puesto que tuvo un gran impacto, llegó el punto en que otros pintores se inspiraron en el y crearon obras semejantes.

## Premios
A partir de 1855 participó en los concursos anuales de la Academia de San Carlos, llegó a obtener numerosos premios, en 1858 ganó el  primer lugar por su pintura titulada “Agar e Israel en el desierto”, posteriormente en 1869 causó gran sensación con su famoso y característico “El descubrimiento del pulque”.

## Su carrera
Fue un distinguido retratista de la corte de Maximiliano, durante unos años trabajó como profesor de dibujo en la Academia, renunció a este en 1891 por una enfermedad visual.

## Obras más famosas
“El Descubrimiento del Pulque”, “Colón Joven”, “Giotto y Cimabué”, “Agar e Israel en el Desierto”, “San Lorenzo”, “El Salvador en el Huerto”, “Noemí y sus nueras”, “Alegoría de la América” y “La Libertad”.